# 梁永煌
梁永煌，資深媒體人，國立政治大學企業管理學系畢業。曾任《財訊月刊》總編輯、《今周刊》總編輯、《今周刊》社長，現任《今周刊》發行人。

## 經歷
1983年，政大畢業後，曾任職南亞塑膠；1987年擔任《財訊月刊》主編、1991年升任總編輯。2001年至2020年擔任《今周刊》社長、2020年5月升任發行人。
1987年，進入《財訊月刊》，梁永煌就以其敏銳的財經新聞專業，報導多篇獨家新聞，揭開政商界不為人知的內幕。
1988年，在《財訊月刊》製作了〈黨營事業專號〉封面故事（1988年5月號），是解嚴後媒體首度揭露、分析國民黨黨營事業的先驅。
1988年起至2000年元月，財訊出版社出版了《拍賣國民黨—黨產大清算》專書，梁永煌在《財訊月刊》12年期間挖掘了黨國體制下，無數國產變黨產、國庫通黨庫、特權圖利黨營事業等千奇百怪的黑幕。他的報導及出版，也都在後來國內外各個有關國民黨黨營事業的研究論文及報告中，一再被引述。
任職《財訊月刊》總編輯期間，梁永煌曾參與在1994年9月1日發動「為新聞自主而走大遊行」，訴求「落實內部新聞自由、推動編輯部公約、催生新聞專業組織」，是當時遊行行列中少數的媒體業高層，他與記者站在一起爭取媒體的新聞自由；在隔年成立的台灣新聞記者協會，梁永煌是創會成員之一，同時被選為第一屆執行委員，之後幾屆也擔任常務執委，往後十年間，他一直積極參與記協，為追求新聞自由而努力。
2001年，財訊傳媒旗下的《今周刊》因銷售不佳，面臨遭便利商店下架的壓力，梁永煌選擇新的戰場，擔任社長。在他的帶領下，《今周刊》在公共議題的監督針砭維持一貫力道，以嚴謹專業的報導，迅速回應變動下的社會脈動，讀者快速增加，深受各界肯定。
從財經領域的公司治理探討，到對於央行貨幣政策監督，二十年不懈；社會面則從18年前率先敲響警鐘，呼籲正視人口危機、洞察高齡化趨勢，提醒民眾規畫第二人生，練習退休生活，並提出熟齡時代新主張，引領國人善終觀念；檢視公共政策如揭露健保制度、醫療危機，先後以10個封面專題報導公教、勞工年金改革議題；對於能源政策、環境永續問題、提倡平權普世價值，也不遺餘力。
2014年，《今周刊》從經濟、社會、人權、政治各個層面，檢視各種攸關民生權益的法案，提出台灣社會亟需的30個進步觀念（2014年12月第936期〈許台灣美好未來的30張關鍵選票 （页面存档备份，存于） 封面故事），在《今周刊》鍥而不捨的倡議下，梁永煌邀集各界代表、意見領袖，舉辦座談會、開記者會，至今已有通姦除罪化等10項相關法案陸續通過修正。
其中「18歲投票權」的倡議主張（2017年3月第1057期〈誰掐住青年的聲帶？ （页面存档备份，存于） 〉），促成了將《民法》成年年齡下修至18歲，於2023年1月實施；2022年2月，《今周刊》再度推出封面故事〈讓台灣更美好的20個進步主張 （页面存档备份，存于）〉（第1312期），18歲公民權修憲案也已於2022年3月立法院三讀通過。
2016年，擔任總統府司法改革國是會議籌備委員會委員暨第五組「維護社會安全的司法」召集人，同年被提名並出任台灣醫療改革基金會第六、七屆董事會成員。
2017年，梁永煌在司改國是會議第五組擔任召集人，該分組討論最後做出10項決議，其中最受矚目就是認定現行「妨害名譽罪」有干擾新聞及言論自由之虞，決議通過應予除罪化。刑法310條誹謗罪除罪化，效法英美等國家以民事處罰規範，一直以來是梁永煌與其他志同道合的新聞同業所倡議。
2021年，在梁永煌劍及履及的行動領導下，《今周刊》發起【還海行動1095 （页面存档备份，存于） 】，以ESG精神為基底，連結NPO、社會企業、產業界與各地方政府，規劃以3年也就是1095天的時間，掃除海岸、海面、海底的廢棄物。這項計畫，先後獲得國內動腦雜誌主辦的〈行銷傳播傑出貢獻獎〉，以及5月中旬由世界報業新聞出版協會（WAN-IFRA）主辦的2022 Asian Media Awards 亞洲媒體獎最佳社會服務類金獎（Best in Community Service-Gold）。
2022年，《今周刊》再次榮獲金鼎獎「最佳財經時事雜誌」肯定，也是繼2018、2019年再次獲得榮耀，更是近五年來領先同業，第三次獲得金鼎獎肯定！在國內外其他各大新聞獎項中也都屢創佳績，梁永煌活用其三十餘年新聞資歷，帶領同仁發揮新聞專業，締造在不景氣中極少數逆勢成長的成績。

## 個人事蹟
- 2016年：擔任總統府司改國是會議籌委會委員暨第五組召集人
- 2016年起：出任台灣醫療改革基金會第六、七屆董事會成員
- 1995-2005：台灣新聞記者協會執委、常務執委

## 榮譽
- 2010年獲頒關懷中小企業基金會第二屆「國家磐石關懷獎章 （页面存档备份，存于）」大眾傳播類
- 2012年獲頒行銷傳播傑出貢獻獎 （页面存档备份，存于）─年度最佳媒體經營者
- 2024年獲頒台灣金融分析專業人員協會 （页面存档备份，存于）(CFA Society Taiwan) 2024年度卓越貢獻獎

## 著作
書籍：
| 年代   | 書名                      | 作者           | 出版社     |
| ------ | ------------------------- | -------------- | ---------- |
| 2000年 | 《拍賣國民黨—黨產大清算》 | 梁永煌、田習如 | 財訊出版社 |

雜誌：
| 年代          | 雜誌名稱     | 職位                   |
| ------------- | ------------ | ---------------------- |
| 2001年 -      | 《今周刊》   | 社長、發行人           |
| 1987年-2000年 | 《財訊月刊》 | 主編、副總編輯、總編輯 |